# Vámoscsalád
Vámoscsalád es un pueblo ubicado en el distrito de Sárvár, en el condado de Vas, Hungría.

## Superficie
Posee una superficie de 11,78 kilómetros cuadrados.

## Demografía
Hasta 2019 la población era de 296 habitantes, con una densidad de población de 25,13 habitantes por kilómetro cuadrado.